# Rodrigo Ruiz
Rodrigo Ruiz, född 10 maj 1972 i Santiago, är en chilensk före detta fotbollsspelare. Ruiz är mer känd som Poni. Ruiz kom till UAG Tecos säsongen 2007 där han blev den tredje chilenaren i laget (tillsammans med Hugo Droguett och Nelson Pinto).
2000 började Ruiz sin utländska proffskarriär på allvar då han köptes till den mexikanska klubben Santos Laguna. Där spelade han till år 2006 och han fick spela totalt 269 matcher (och under de matcherna gjorde han 59 mål). 2007 köptes han av UAG Tecos.